# Windows Server 2016
Windows Server 2016 is een besturingssysteem voor servers van Microsoft in de Windows Server-familie dat tegelijk met Windows 10 is ontwikkeld en hiervan de gebruikersinterface deelt. Het is de opvolger van Windows Server 2012 en Windows Server 2012 R2. De eerste preview werd vrijgegeven op 1 oktober 2014, gevolgd door een tweede preview op 4 mei 2015. De derde preview op 19 augustus 2015 en een vierde op 19 november 2015. Een vijfde preview werd 28 april 2016 vrijgegeven met containerondersteuning voor Docker. Windows Server 2016 is sinds 12 oktober 2016 verkrijgbaar op de markt. Het is de eerste keer sinds Windows Vista dat de server- en client-versie van Windows niet gelijktijdig worden vrijgegeven.

## Systeemvereisten[1]
|                              | Aanbevolen systeemspecificaties | Minimale systeemspecificaties |
| ---------------------------- | ------------------------------- | ----------------------------- |
| Architectuur                 | x86-64 (64 bit)                 | x86-64 (64 bit)               |
| Processor                    | 3,1 GHz                         | 1,4 GHz                       |
| Geheugen (RAM)               | 16 GB                           | 512 MB                        |
| Vrije ruimte op harde schijf | 64 GB                           | 32 GB                         |